# Asymetria polityki fiskalnej
Asymetria polityki fiskalnej jest związana z procesem podejmowania decyzji w polityce gospodarczej. Polega na tym, że polityka ekspansywna (obniżanie dochodów z podatków, zwiększanie wydatków) jest łatwiejsza do zastosowania niż polityka restrykcyjna.